# Preconceito benevolente
Preconceito benevolente é um tipo de preconceito superficialmente positivo expressado em termos de afirmações e respostas emocionais aparentemente positivas. Apesar desse tipo de preconceito associar coisas consideradas boas a certos grupos, ele ainda tem como resultado manter os membros do grupo em posições inferiores na sociedade. Preconceitos benevolentes podem ajudar a justificar quaisquer preconceitos hostis que uma pessoa tenha a algum grupo.

## Aplicação
A maioria das pesquisas sobre preconceito benevolente foi feita a partir de pressupostos de sexismo e estereótipos benevolentes. Isso ocasionaria papéis de gênero positivos, como homens sendo "fortes" e "provedores" e mulheres sendo "frágeis e "puras". Sexismo benevolente, assim como o sexismo hostil, é um subgrupo do sexismo ambivalente também existem pesquisas associando o preconceito benevolente à discriminação etária. Crenças benevolentes podem ser aplicadas a qualquer grupo e são tão prejudiciais quanto preconceitos hostis. Exemplos desse tipo de preconceito estão em afirmações como "todos os asiáticos são inteligentes" ou 'todos os afrodescendentes são atléticos". Embora estas características sejam vistas como positivas, elas não se aplicam a todos os membros de um determinado grupo.

## Estudo/Exemplo
Em um estudo conduzido por Judd, Park, Ryan, Brauer e Kraus (1995) as afirmações sobre os afro-americanos mantidas por americanos brancos mostravam que eles tinham crenças hostis, indicando que eles viam os afro-americanos como hostis, exclusivistas, irresponsáveis e barulhentos. No entanto, os mesmos participantes brancos americanos mantinham crenças benevolentes de que os afro-americanos eram atléticos, musicais, religiosos e tinham fortes laços familiares. O estudo também foi feito com os participantes afro-americanos que foram convidados a partilhar suas crenças sobre americanos brancos. Os afro-americanos disseram que os americanos brancos eram egocêntricos, gananciosos, metidos, e protegidos do mundo real. No entanto, os mesmos afro-americanos  mantinham crenças benevolentes de que os americanos brancos eram inteligentes, organizados, independentes e financeiramente bem-sucedidos.